# ریچارد یونگ (هنرپیشه)
ریچارد یونگ (انگلیسی: Richard Young؛) یک بازیگر سینما و تلویزیون اهل ایالات متحده آمریکا است.
از فیلم‌ها یا مجموعه‌های تلویزیونی که وی در آن‌ها نقش داشته است، می‌توان به مردی بی‌گناه، اربابان اعماق و چشم بیوه اشاره نمود.